# Archaeotherium
O Archaeotherium (do grego antigo, "besta antiga") viveu entre 38 e 25 milhões de anos atrás durante o Eoceno e o Oligoceno na América do Norte.

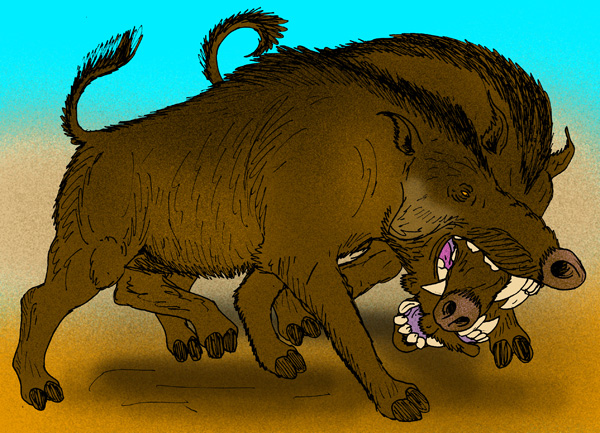
Ilustração mostrando dois Archaeotheriuns lutando. Esta cena deveria ser muito comum na pré-história, pois disputavam alimento e território.

Era um gigantesco parente distante do hipopótamo, podia medir quase 2 metros de comprimento, 1,40 metros de altura no dorso e chegava a pesar 400 quilogramas. Sua alimentação era onívora, contudo se acredita que não eram capazes de caçar animais de grande porte e que deveriam se alimentar mais de carniça, folhas e frutos. Eram bem ágeis, velozes, fortes e agressivos, vários crânios de Archaeotherium encontrados tinham marcas de mordidas de outros Archaeotheriuns, resultantes de possíveis disputas por território, alimento e acasalamento, indicando que eles deveriam ser animais solitários.